# 注意長度
注意長度（英文：Attention Span, Sustained attention）指一个人在单项行为中可以集中注意力之时间。
2004年，华盛顿大学的一组研究员对2600名1到3岁的婴孩进行了实验，该项实验证明，早期接触电视机的儿童注意長度会有所下降。另外有人认为，网络对儿童的注意長度也有类似的影响。